# Seismická vlna

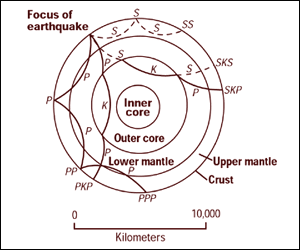
Šíření seismických vln Zemí.

Seismická vlna je vlna, která vzniká jakoukoliv náhlou deformací horniny. Deformace může být vyvolána zemětřesením, zřícením skalního masívu, umělým výbuchem a podobně. Pro praktické využití v podobě studia Země mají však význam jen ty otřesy, které jsou schopny projít celým zemským tělesem. Tyto obrovské energie jsou uvolňovány pouze při větších zemětřeseních a nebo lidskou činností v podobě atomového výbuchu. Při zemětřesení a nebo výbuchu dochází k uvolnění obrovského množství energie, což má za následek deformace v místě, kde se energie uvolnila. Prostředí vystavené deformaci má tendenci se elasticky snažit vrátit do původního stavu, což vyvolává seismickou vlnu nebo spíše celou sérii těchto vln.
K měření seismických vln slouží seismografy a obor se nazývá seismologie.

## Typy seismických vln
Seismické vlny se vyskytují ve 4 základních typech.

### P-vlny

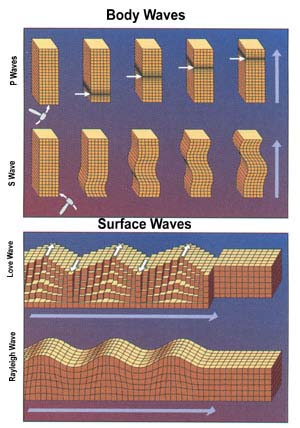
Seismické vlny

Jedná se o seismické vlny, které dosahují nejvyšších rychlostí, což jim také dalo své jméno. Na seismickou stanici dorazí jako první primary. Jedná se o podélné vlnění tj. o vlny, které průchozí těleso/hmotu stlačují a rozpínají ve směru šíření vln. Někdy se také nazývají pro tuto vlastnost elastické tlakové vlny. Jsou schopny projít skrz celé zemské těleso, což nám přináší cenné poznatky o složení Země. Vlny mají tendenci na přechodných oblastech měnit svojí rychlost a směr, z čehož se dá zpětně odvodit, jaké minerály/horniny se ve vrstvách nacházejí.

### S-vlny
Jedná se o příčné vlnění, jehož rychlost je nižší než u P-vln. Dorazí na pozorovací stanici až tedy jako druhé, což jim dalo jejich název secondary. Při jejich průchodu začne těleso oscilovat, částice tělesa začnou kmitat kolmo ke směru procházejícího vlnění, což má destruktivní účinky. Z fyzikální podstaty vlnění vyplývá, že S-vlny nemohou procházet kapalným prostředím, jelikož kapalina nemá žádnou tuhost.

### Rayleighovy vlny
Jedná se o vlnění, které by se dalo popsat jako kruhové vlnění v extrémních případech po elipsových drahách (podobá se vlnění, které probíhá v mořských vlnách). Tyto vlny se šíří při povrchu Země a vyvolává její oscilaci. Jedná se o nejpomalejší zemětřesné vlny.

### Loveovy vlny
Jedná se o vlnění, kdy se částice pohybují vzhledem ke směru vlnění na šířku v pravém úhlu. Podobně jako Rayleighovy vlny se i tyto vlny šíří při povrchu Země. Pro Loveovy vlny se používá také označení Q - vlny (angl. Q waves). Jejich existence byla matematicky předpovězena roku 1911 A. E. H. Lovem, po kterém převzaly i své jméno. Zemským pláštěm cestují pomaleji než P a S vlny, ale rychleji než Rayleighovy vlny.